# Елабад (Каракалпакстан)
43°06′20″ пн. ш. 58°22′40″ сх. д. / 43.10556° пн. ш. 58.37778° сх. д.
Елабад (узб. Элобод, Elobod) — міське селище в Узбекистані, в Кунградському районі Каракалпакстану.
Кунградський содовий завод. Залізнична станція Кирккиз.
Утворене 16 березня 2005 року шляхом виділення з Акшолака. Населення 2655 осіб (2005), площа — 200 га.